# Makhon Meïr

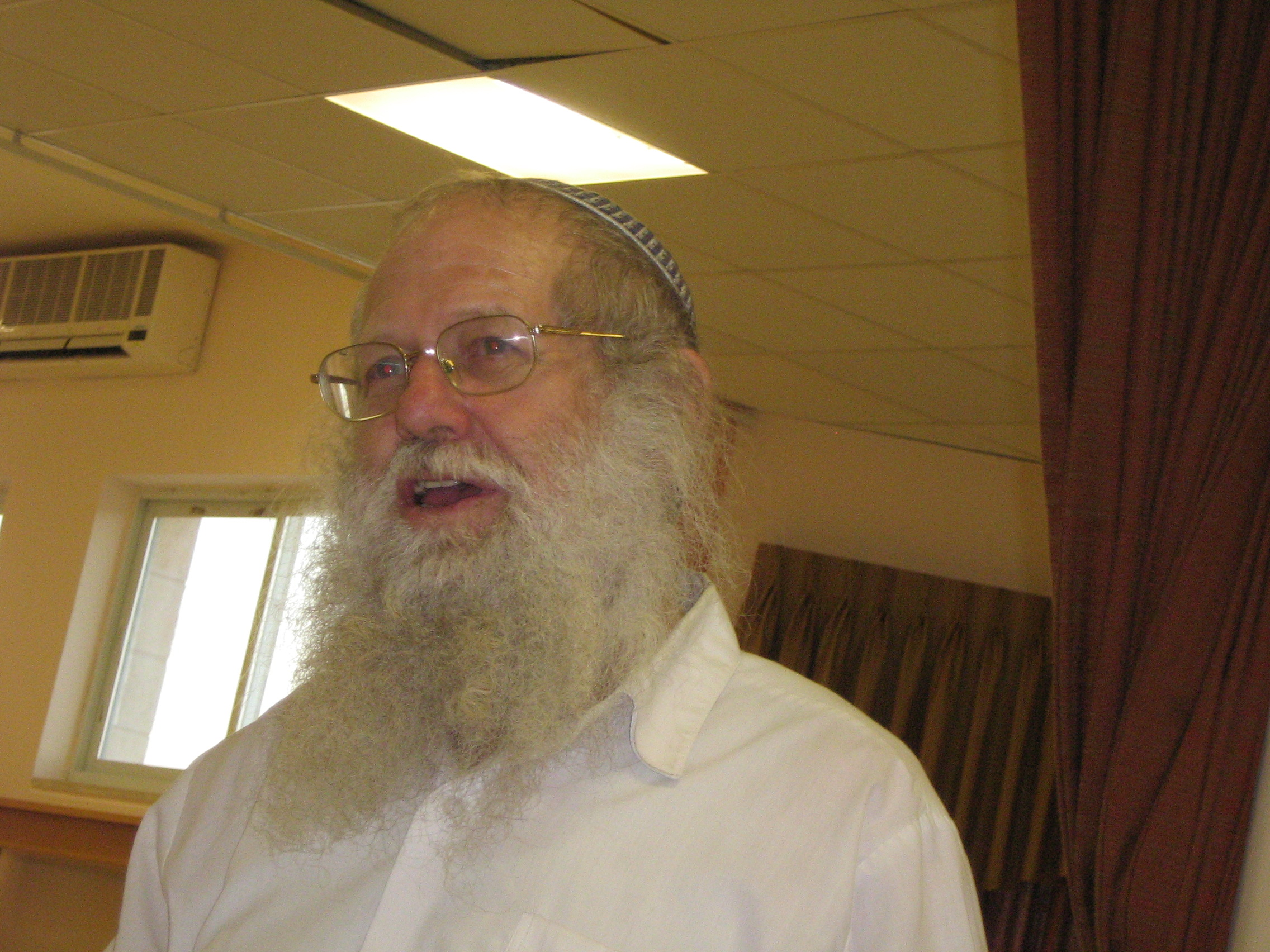
El rabí Dov Bigon, Roix Ieixivà de Makhon Meïr

Makhon Meïr (en hebreu: מכון מאיר) és una ieixivà sionista ubicada al barri de Kiryat Moixé, a la ciutat de Jerusalem, Israel, prop del barri de Givat Xaul. Makhon Meïr és una de les més grans organitzacions de divulgació del judaisme a Israel, i l'únic institut d'ensenyament de la Torà en anglès, francès, espanyol, i rus, per aquells jueus que tenen poc o cap coneixement del judaisme, i poc o cap domini de l'idioma hebreu, la iexivà ofereix programes d'estudis intensius i a temps complet en aquestes llengües, amb programes que inclouen estudis de Torà, Guemarà, els ensenyaments del Rabí Abraham Isaac Kook, Història del poble jueu, Història d'Israel, Musar, Filosofia, i a més existeix un ulpan d'hebreu per aquells que precisin aprendre o millorar els seus coneixements del mateix.

## Història
Makhon Meïr va ser inaugurada després de la Guerra de Yom Kippur en 1973, pel rabí Dov Bigon. El rabí Bigon va estudiar a la Ieixivà Mercaz HaRav Kook amb el rabí Zvi Yehuda Kook, el fill del rabí Abraham Isaac Kook, el qual va ser el primer Rabí en Cap de l'Israel modern. És per això que, encara que Makhon Meïr i Mercaz haRav no estan oficialment afiliades, existeix una relació molt propera, les dues ieixivot tenen ideologies molt semblants, encara que la diferència més gran es que Mercaz HaRav està orientada cap aquells estudiants amb més experiència i coneixements del judaisme, mentre que Makhon Meïr té més recursos per a aquells alumnes que han tingut una educació jueva menys formal, o que tenen menor domini de l'idioma hebreu, o bé per aquells israelians que estan començant a donar els seus primers passos i volen fer teixuvà (penediment).
És comú trobar israelians que abans de complir el seu servei militar no seguien una vida religiosa, però després de culminar-lo, cerquen una major relació amb la seva herència jueva i amb Déu. També ha esdevingut una destinació per als no jueus de tot el món, o per a persones amb algun avantpassat jueu, i fins i tot per Anusim que cerquen convertir-se al judaisme. Una característica de Makhon Meïr que la fa diferent a les altres ieixivot i organitzacions de divulgació del judaisme (kiruv ), és que Makhon Meïr recolza la participació dels seus alumnes a la societat israeliana, en el Tzahal, i en la construcció i creixement de noves comunitats jueves, ensenyant als seus estudiants a tractar per igual a tots els jueus, sense importar el seu nivell d'observança religiosa, origen ètnic o posició social, emfatitzat tot això en el manament diví d'estimar al proïsme jueu.